# Krystyna Jaźwińska-Dobosz
Krystyna Jaźwińska-Dobosz – polska śpiewaczka operowa (mezzospran) i pedagog.

## Życiorys
Absolwentka Uniwersytetu Łódzkiego (filologia romańska) i Wydziału Wokalno-Aktorskiego Akademii Muzycznej w Łodzi. Solistka Teatru Wielkiego w Łodzi (1979–1985) oraz Teatru Wielkiego – Opery Narodowej w Warszawie (1985-2000). Od 1998 pedagog Uniwersytetu Muzycznego Fryderyka Chopina w Warszawie. W 2012 uzyskała stopień doktora habilitowanego.

## Wybrane partie operowe
- Giovanna (Rigoletto, Verdi)
- Jagwiga (Straszny Dwór, Moniuszko)
- Łarina (Eugeniusz Oniegin, Czajkowski)
- Sigerune (Walkiria, Wagner)
- Zofia (Halka, Moniuszko)[2]